# Chandrakant S. Desai
Chandrakant S. Desai, também conhecido como Chandra S. Desai, (Gujarate, Índia, 1936) é um engenheiro civil indo-estadunidense, especialista em modelagem numérica em geomecânica.

## Obras
- com J. F. Abel: Introduction to the Finite Element Method, Van Nostrand Reinhold, 1972 (traduzido em japonês e chinês)
- Elementary Finite Element Method, Prentice Hall, 1979
- com T. Kundu Introductory finite element method, CRC Press, 2001
- Mechanics of Materials and Interfaces: the disturbed state concept, CRC Press, 2001
- com H. J. Siriwardane Constitutive Laws for Engineering Materials: with Emphasis on Geologic Materials, Prentice Hall, 1984
- com R. H. Gallagher (Editores) Mechanics of Engineering Materials, Wiley, 1985
- Editor Numerical Methods in Geomechanics, 3 Volumes, ASCE, 1975
- com John T. Christian (Editores): Numerical Methods in Geotechnical Engineering, McGraw Hill, 1977 (com os artigos de Desai Introduction e Constitutive Laws com Christian, Two and Three Dimensional Dynamic Analysis com Christian e José Roesset, Deep Foundations, Flow through porous media e com Lymon C. Reese Laterally loaded piles)